# Kenos Aroi
Nangindeit Temanimon Kenos Aroi (ur. 17 kwietnia 1942 na Nauru, zm. 22 stycznia 1991) – nauruański polityk, prezydent Nauru.

## Życiorys
Reprezentant okręgu wyborczego Boe. Był członkiem pierwszego parlamentu Nauru (1968–1971). Reelekcję uzyskiwał w kilku kolejnych wyborach. Był członkiem Partii Nauru.
W latach 70. w gabinecie Bernarda Dowiyogo, pełnił funkcje ministra rozwoju, przemysłu i lotnictwa cywilnego oraz ministra spraw wewnętrznych. Z kolei za rządów Hammera DeRoburta w latach 80., był ministrem finansów.
Był przewodniczącym Parlamentu Nauru a poza parlamentem przewodniczył Nauruańskiej Korporacji Fosforytowej.
W 1989 roku, wobec Hammera DeRoburta wysunięto wotum nieufności. W wyborach prezydenckich, Aroi pokonał DeRoburta 10–5 (dwóch członków parlamentu było nieobecnych przy głosowaniu), w wyniku czego 17 sierpnia 1989 roku, został zaprzysiężony na prezydenta. W listopadzie br., pogorszył się u niego stan zdrowia, w związku po komplikacjach po przebytym przez niego udarze mózgu. Była to bezpośrednia przyczyna ustąpienia Aroiego ze stanowiska prezydenta kraju; 12 grudnia został zmieniony przez Bernarda Dowiyogo. Jego stan zdrowia pogarszał się, w wyniku czego nieco ponad 13 miesięcy później zmarł. Miał 49 lat.